# Loss of Life
Loss of Life è il sesto album in studio del gruppo musicale statunitense MGMT, pubblicato nel 2024.

## Tracce
1. Loss of Life (Part 2) – 1:58
2. Mother Nature – 3:56
3. Dancing in Babylon (featuring Christine and the Queens) – 4:52
4. People in the Streets – 5:36
5. Bubblegum Dog – 4:21
6. Nothing to Declare – 3:33
7. Nothing Changes – 6:35
8. Phradie's Song – 4:54
9. I Wish I Was Joking – 3:46
10. Loss of Life – 5:38

## Formazione
MGMT
- Ben Goldwasser – voce, basso, armonica, tastiera, chitarra (tracce 1–6, 8–10)
- Andrew VanWyngarden – voce, basso, batteria, chitarra, armonica, tastiera

Altri musicisti
- Christine and the Queens – voce (3)
- Nels Cline – chitarra (2)
- John Fridmann – corni (7, 10)
- Timothy Kieper – percussioni (4, 6, 8)
- Sean Lennon – tastiera (5)
- Danny Meyer – clarinetto (10)
- Britta Phillips – voce (8)
- James Richardson – chitarra (1, 5); electronic wind instrument, tastiera (1); corno (7), clavinet (8)